# 新帕扎爾市鎮

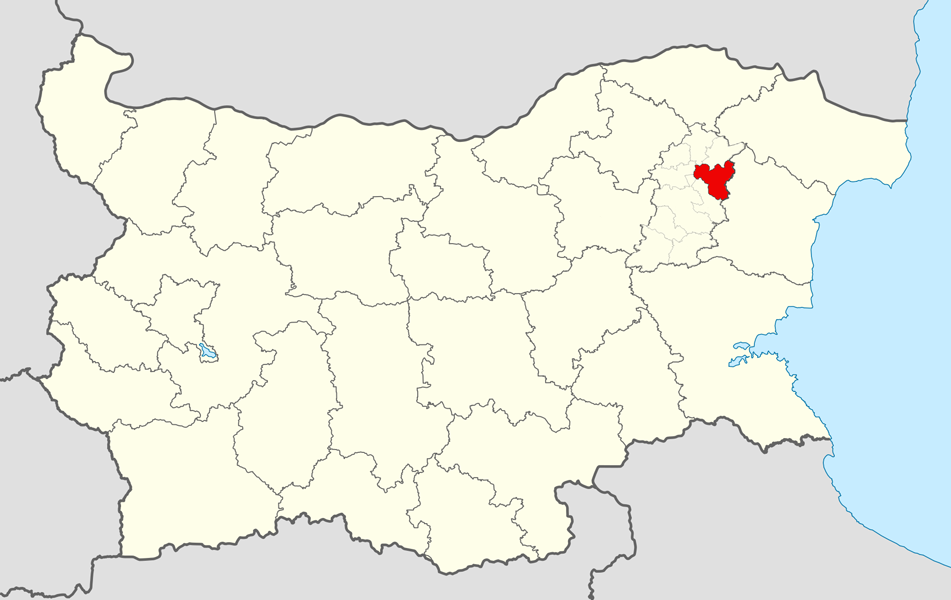

新帕扎爾市，是保加利亞的城鎮，位於該國東北部，由舒門州負責管轄，首府設於新帕扎爾，面積318平方公里，2009年人口18,476，人口密度每平方公里58.1人。
43°21′N 27°12′E / 43.350°N 27.200°E